# Baptisteri de Pisa
El Baptisteri de Pisa, dedicat a sant Joan Baptista, és davant la catedral a l'extrem occidental de la Piazza dei Miracoli. Es començà a construir el 1152, i fou conclòs el 1363. És l'exemple de baptisteri independent més reconegut del món. El 1987, el conjunt patrimonial de la plaça fou declarat Patrimoni de la Humanitat per la Unesco.

## Història
L'edifici redó romànic començà a construir-se el 1152, en substitució d'un antic baptisteri més menut situat al cementeri de Pisa, i s'acabà al 1363. S'inaugurà a l'agost segons diu la inscripció: 
| « | MCLIII Mense August fundata fuit haec («En el mes d'agost de 1153 fou ací fundada...» | » |

S'erigí després de la catedral i abans de la torre. El construí en estil romànic un arquitecte conegut com a Deustesalvet ('Déu et salve'), que treballà també en l'església del Sant Sepulcre a la ciutat. El seu nom s'esmenta en un pilar interior: Diotosalvi magister. La construcció s'acabà al segle xiv, quan la loggia, la planta superior i la cúpula s'hi afegiren en estil gòtic per Nicola i Giovanni Pisano i Cellino di Nese.

## Arquitectura
És el baptisteri més gran d'Itàlia. Té un perímetre de 107,25 m. Amb l'estàtua de sant Joan Baptista (atribuïda a Turino di Sano) dalt de la cúpula, fa una alçada de 54,86 m, uns centímetres més alta que la Torre Inclinada. L'espessor dels murs a la base és de 2,63 m.
Té una curiosa cúpula troncocònica, semblant a la de l'església pisana del Sant Sepulcre, de l'orde de Sant Joan de Jerusalem, del mateix autor. La tècnica constructiva de les cúpules semiesfèriques o poligonals era quasi desconeguda llavors. El projecte original del mestre Deustesalvet pretenia imitar la Cúpula de la Roca (que es creia construïda sobre les ruïnes del Temple de Jerusalem) a la part externa i interna de l'Anàstasi o basílica del Sant Sepulcre, totes dues a Jerusalem. Nicola i Giovanni Pisano adaptaren el projecte a l'estil gòtic i hi afegiren galeries i la cúpula semiesfèrica. La cúpula està coberta de teules a la banda occidental i plaques de plom a l'oriental, potser per manca de pressupost, així com l'absència de frescs al sostre, planificats originàriament.
La petita cúpula que en tanca la major, coronada per l'estàtua de sant Joan Baptista, s'hi afegí després. En el projecte original, hi havia un òcul que obstaculitzava la llum que il·luminava la pila baptismal.
El portal, enfrontat a la façana de la catedral, està flanquejat per dues columnes clàssiques, i els brancals interiors estan executats en estil romà d'Orient. La llinda es divideix en dos pisos. L'inferior representa diversos episodis de la vida de sant Joan Baptista, mentre que el superior mostra Crist entre la Mare de Déu i sant Joan Baptista, flanquejats per àngels i evangelistes.
Cimentada sobre el mateix sòl arenós que la torre, el baptisteri està inclinat 0,6 graus cap a la Seu.

## Interior
La immensitat de l'interior impressiona, però és sorprenentment senzill i sense decoració. Té també una acústica important.
La pila baptismal octogonal, damunt tres esglaons al centre del baptisteri, data de 1246 i és obra de Guido Bigarelli d'Arogno. L'escultura de bronze de sant Joan Baptista, al centre de la pila, és obra d'Italo Griselli.

### Trona
La trona fou esculpida entre 1255 i 1260 per Nicola Pisano, pare de Giovanni Pisano, l'artista que feu la trona de la Seu. Conté escenes de la vida de Crist en cinc plafons, i les columnes està coronades amb representacions de les virtuts. Les escultures, i especialment la forma clàssica de l'Hèrcules nu, són exemple de les qualitats de Nicola Pisano com el més important precursor de l'escultura renaixentista italiana a restablir representacions antigues. Per això, les recerques sobre el Renaixement italià solen començar al 1260, l'any en què Nicola Pisano data el seu púlpit.

## Galeria fotogràfica

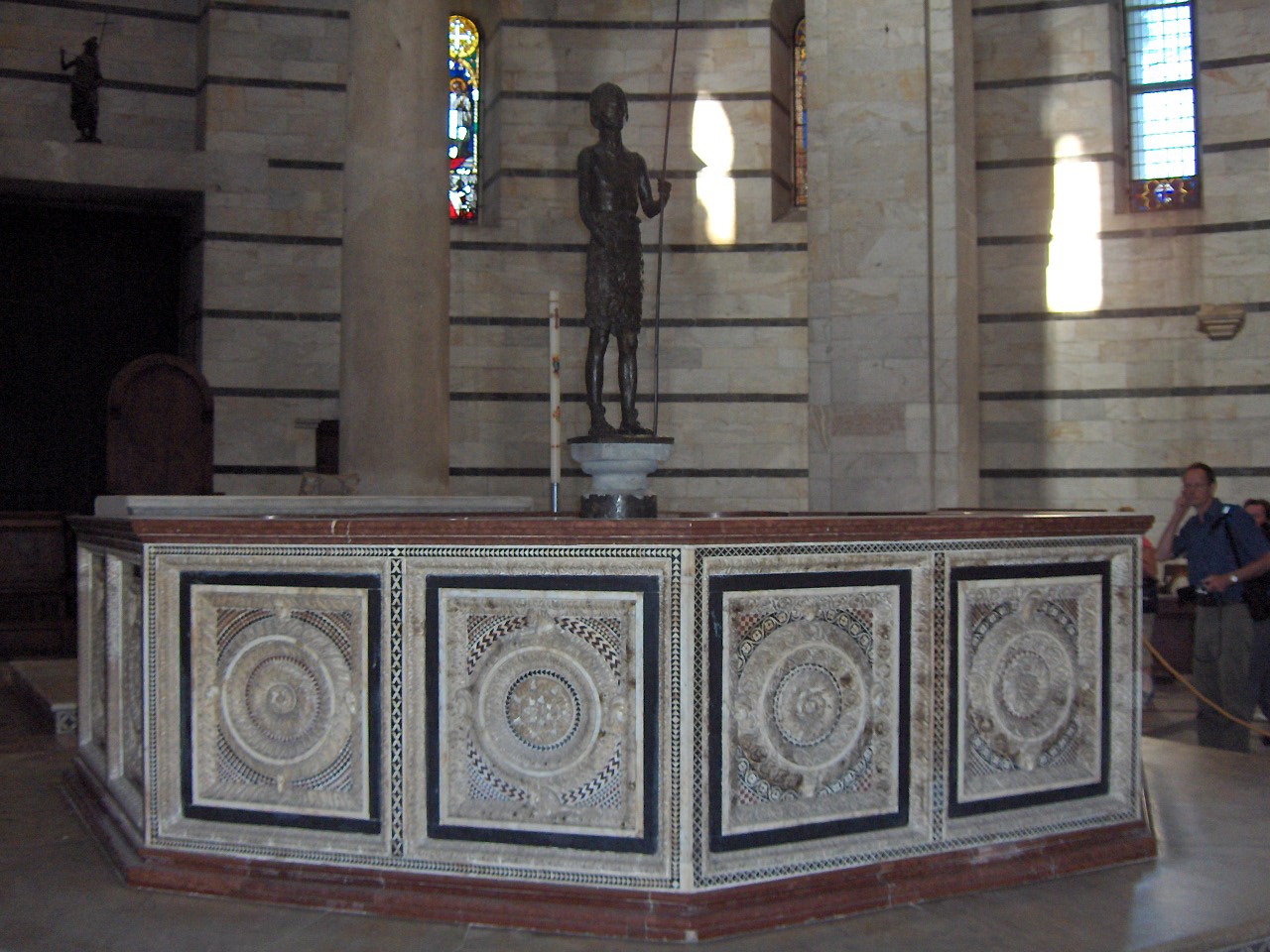
Pila baptismal, per Guido Bigarelli da Como
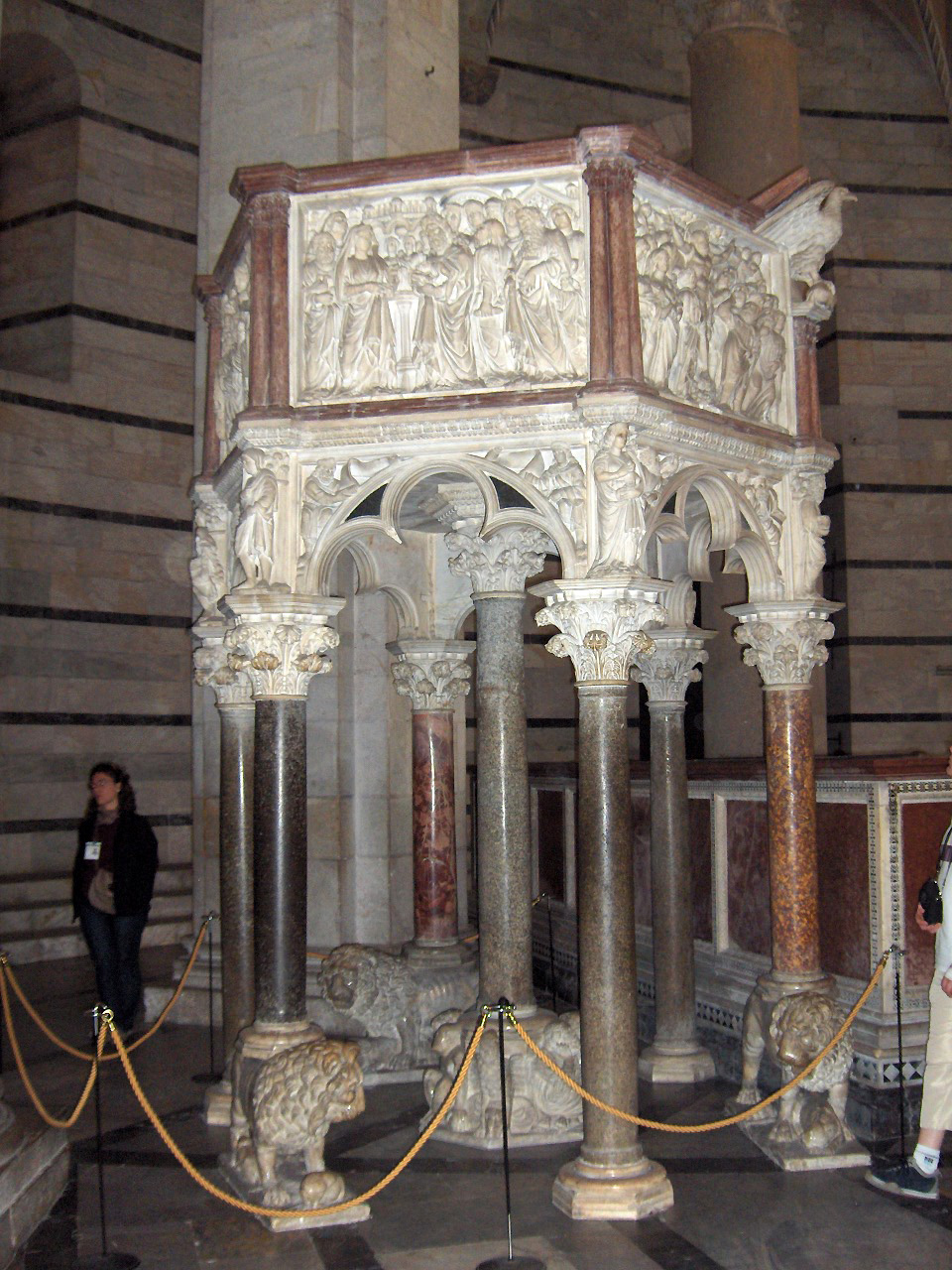
Púlpit, per Nicola Pisano
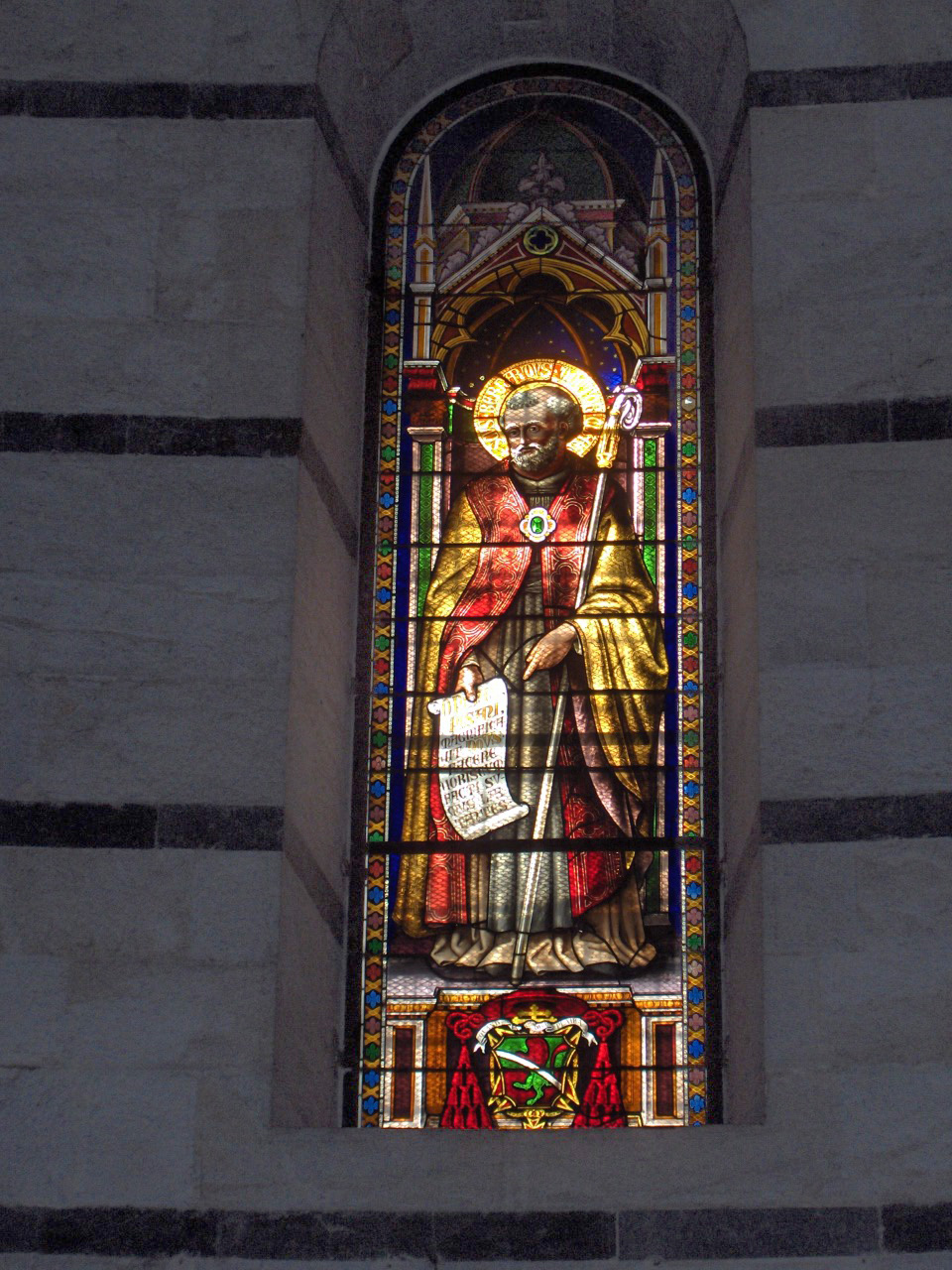
Vidriera
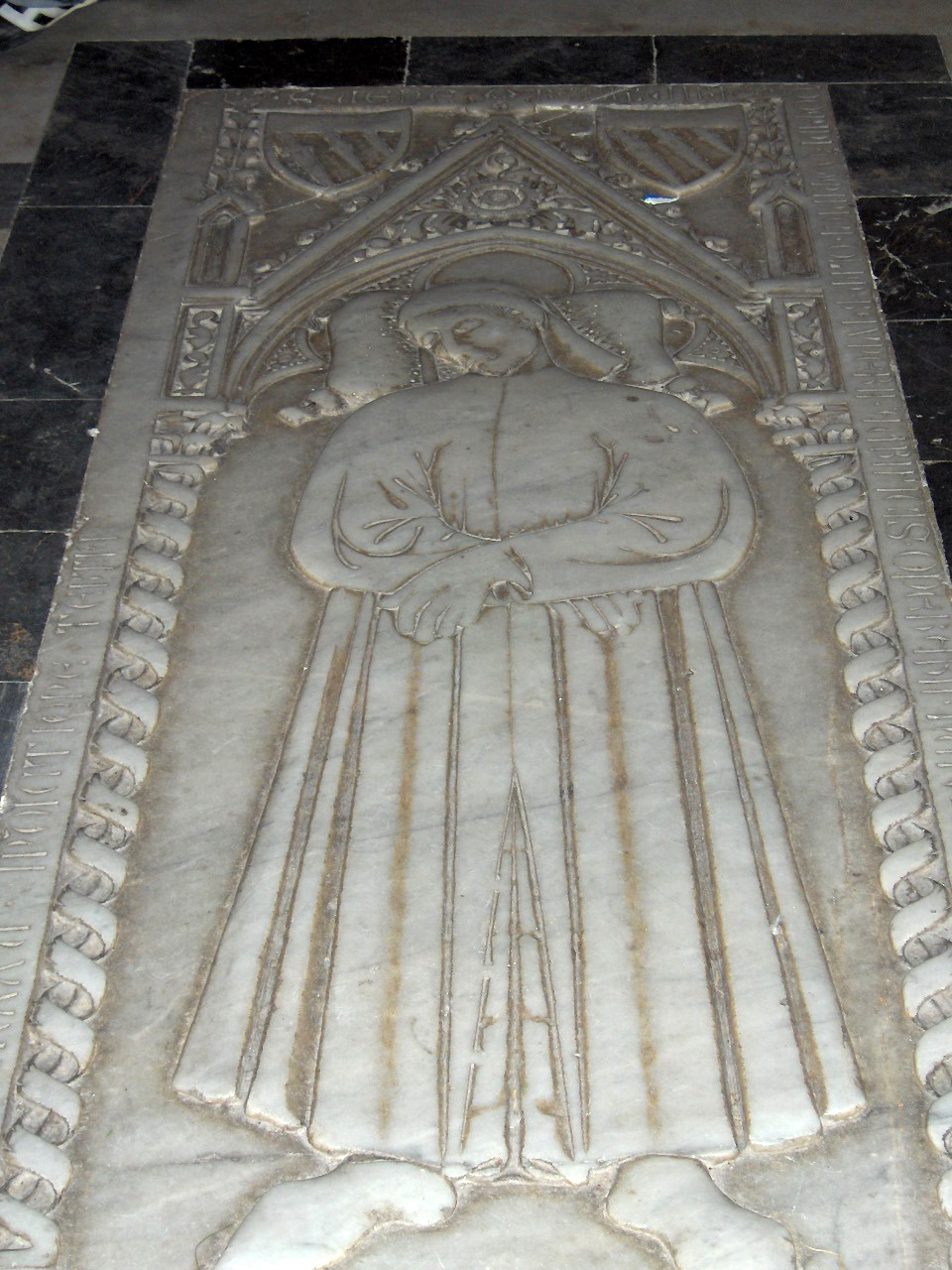
Tomba
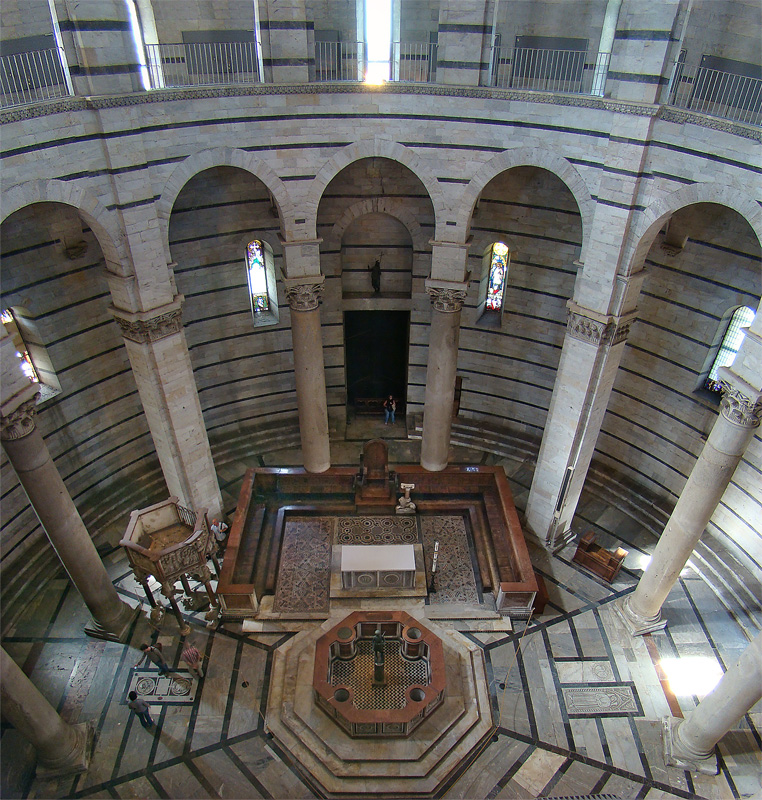
Interior del baptisteri
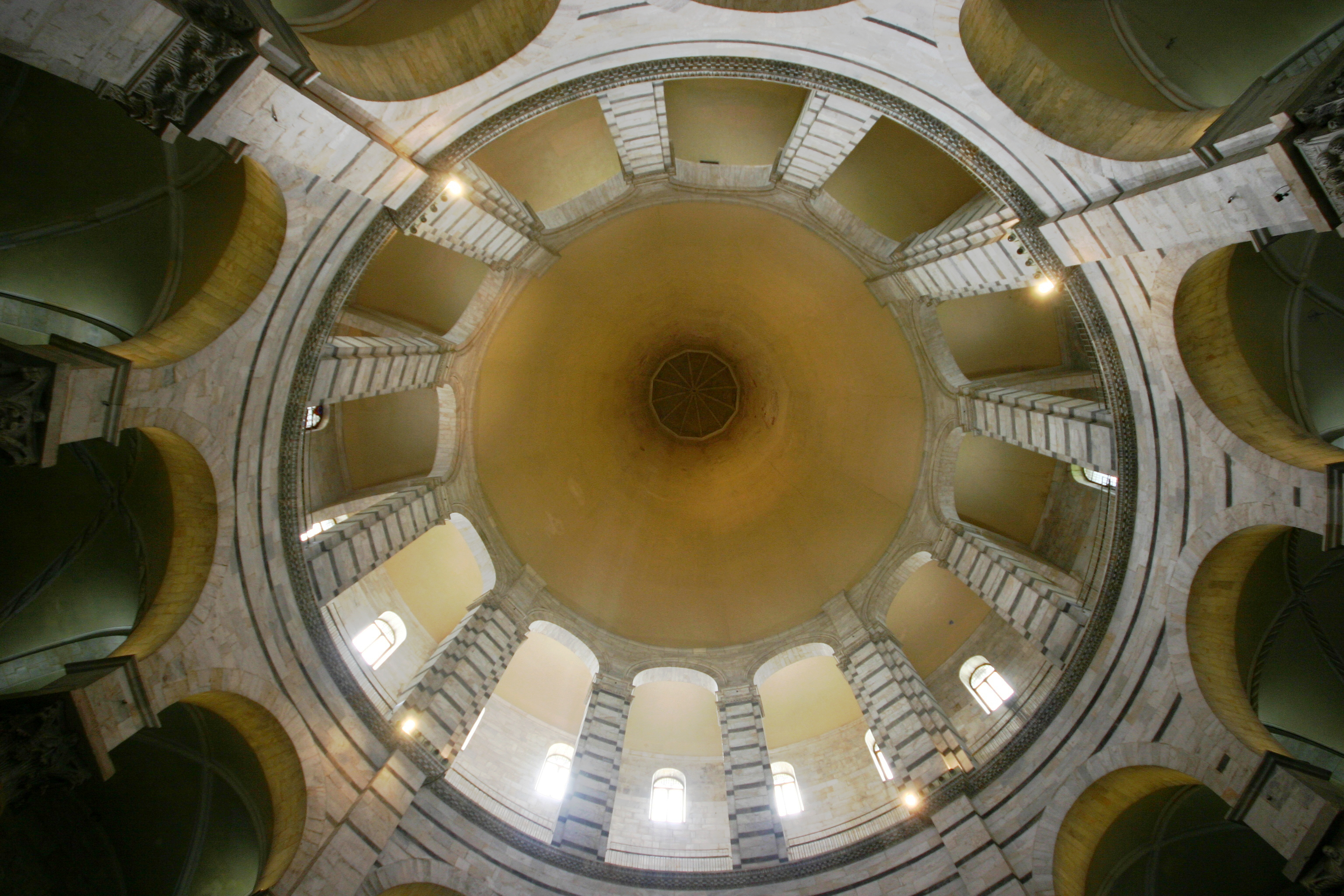
Cúpula
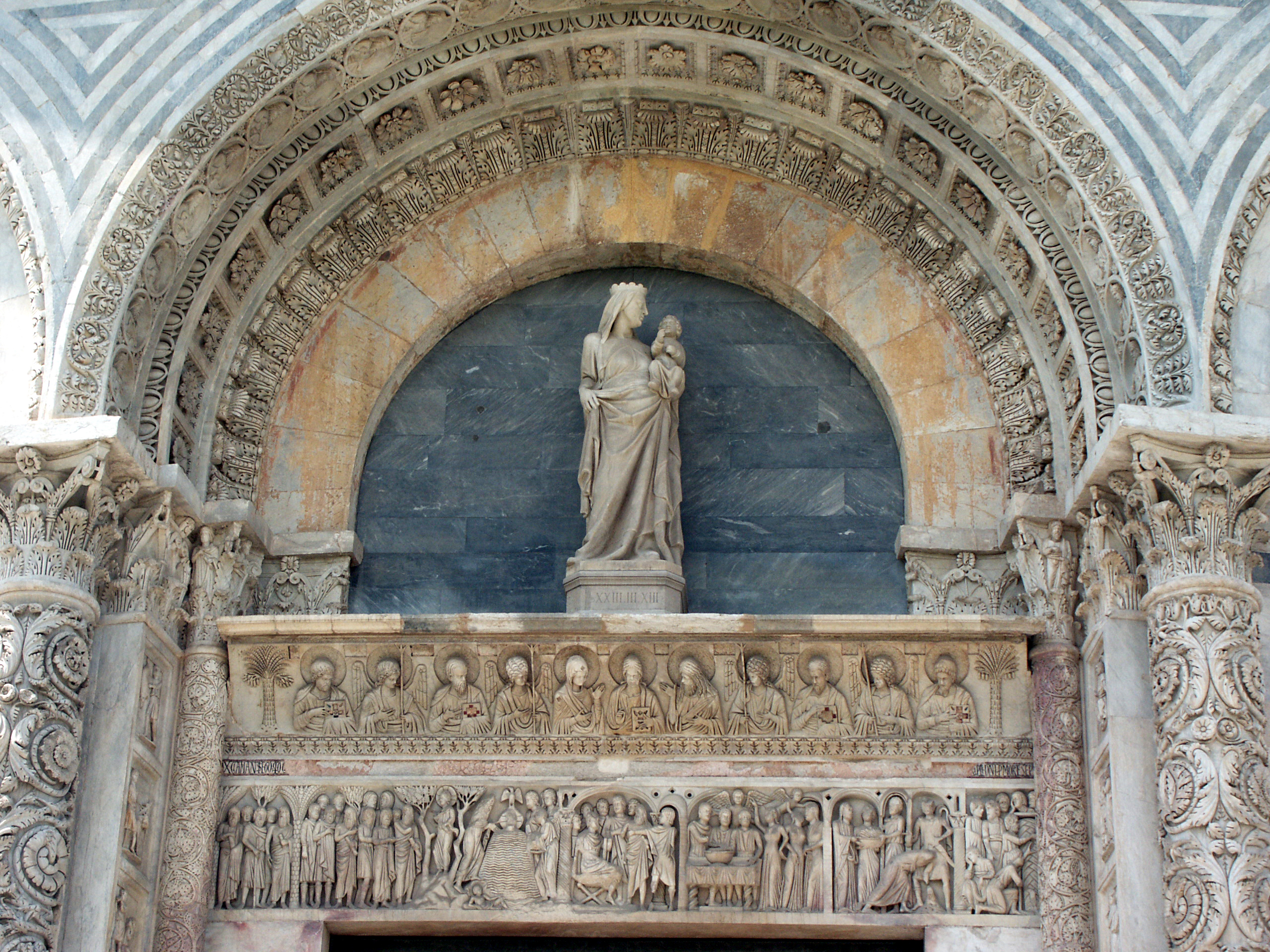
Timpà de l'entrada principal
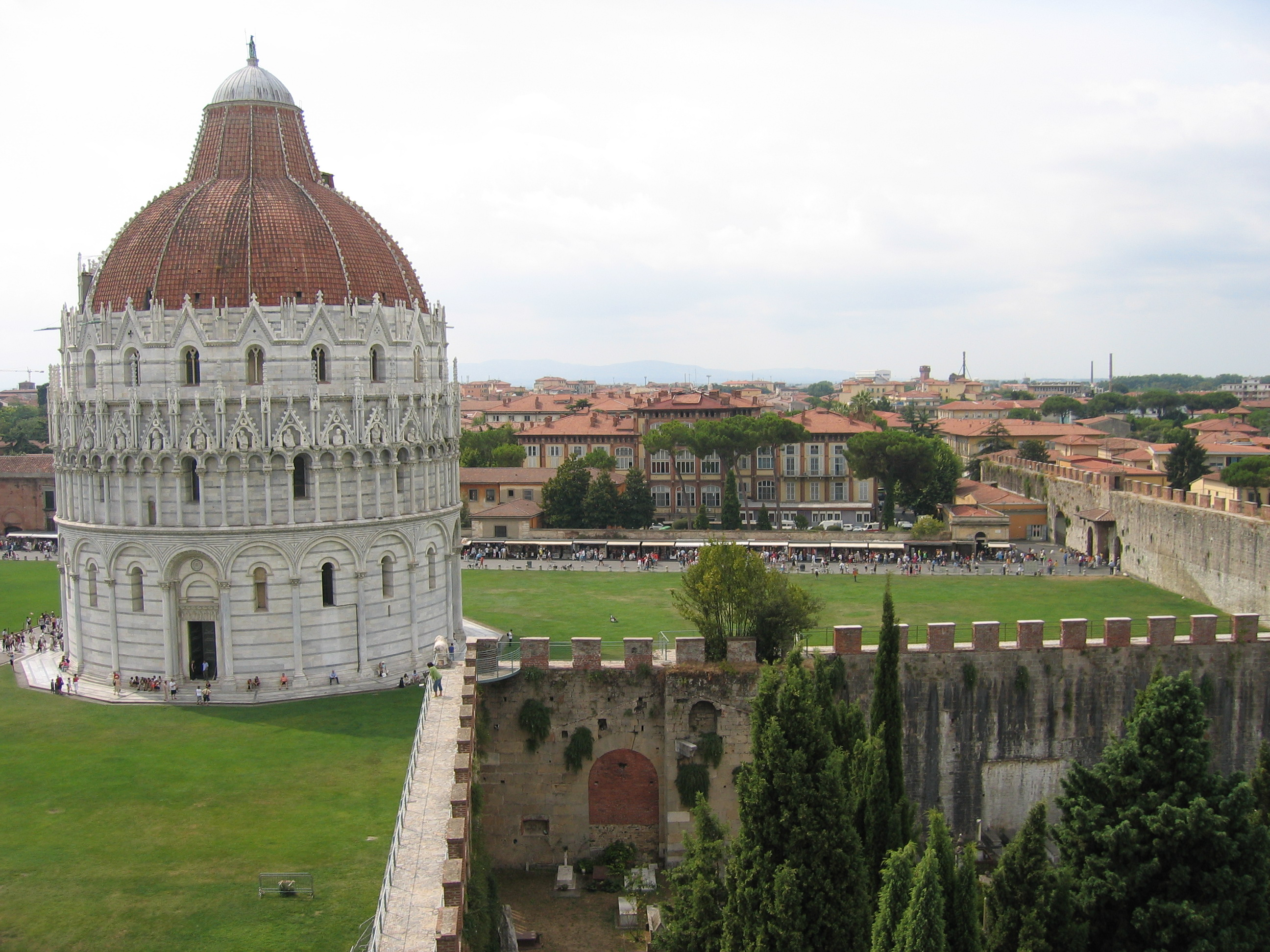
Vista exterior